# Триестина
«Триестина» (итал. Unione Triestina 2012 S.S.D.) — итальянский профессиональный футбольный клуб из города Триест, выступающий в Серии С. Основан в 1918 году. Домашние матчи проводит на стадионе «Нерео Рокко», вмещающем 32 454 зрителя, до 1994 года, на протяжении более 60 лет, играла на «Джузеппе Грезар». Наивысшим достижением клуба стало 4-е место в Серии A в сезоне 1947/48. В 2012 году «Триестина» была объявлена банкротом и реорганизована, а 30 ноября этого же года контрольный пакет акций клуба приобрёл босс «Палермо» Маурицио Дзампарини, обещающий вкладывать в клуб деньги на протяжении трех будущих лет и отдавая клубу в аренду выпускников академии «Палермо» для предоставления им большей игровой практики.

## История
Серия А: (1)
- 4 место: 1947/48

## Известные игроки
- Элвис Аббрускато
- Альберто Аквилани
- Марко Боррьелло
- Родольфо Волк
- Чезаре Мальдини
- Иван Пелиццоли
- Франческо Руополо
- Дино Баджо
- Роберто Коломбо

## Известные тренеры
- Енё Конрад